# Egbert Weiß

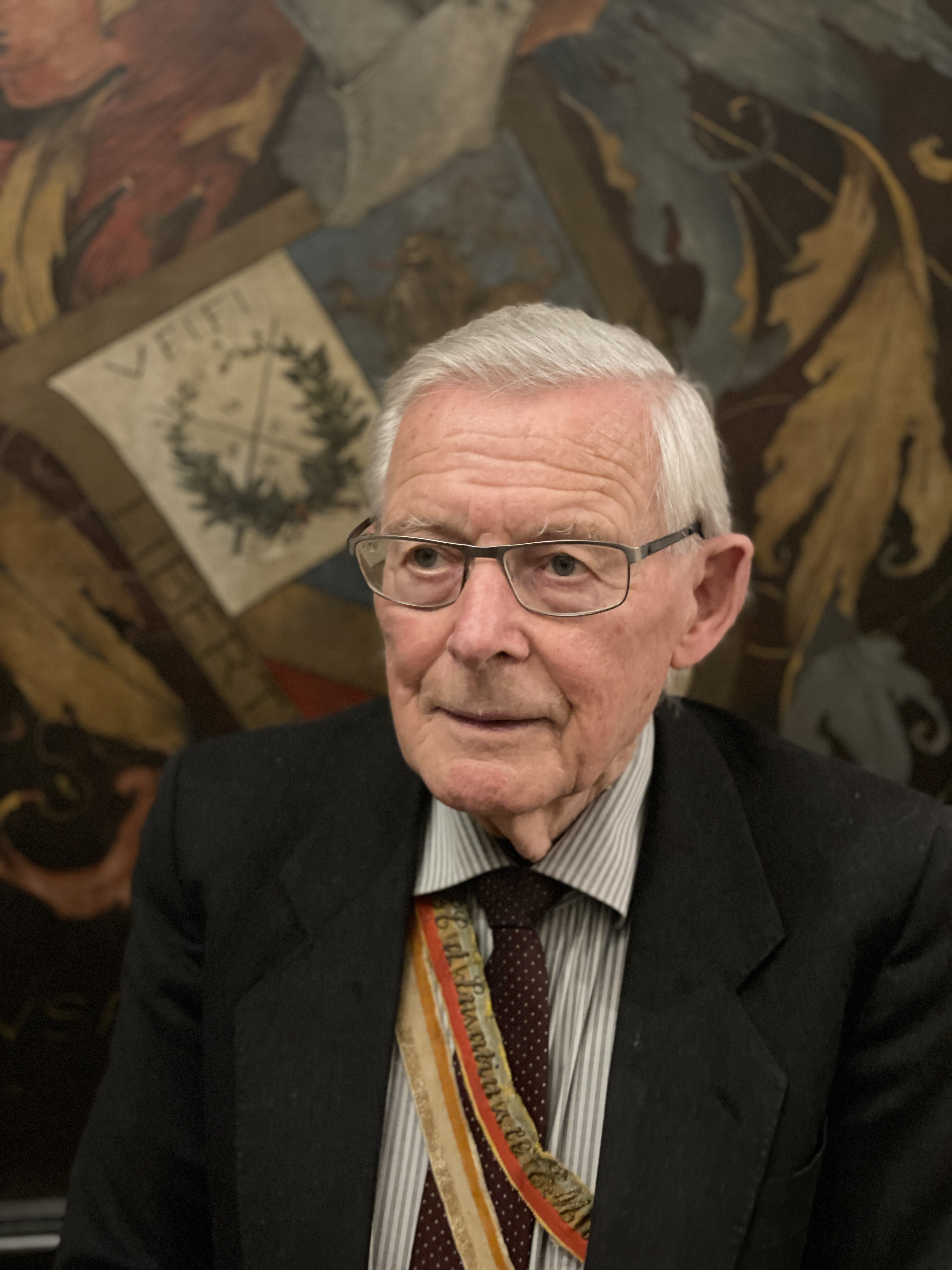
Egbert Weiß (2021)

Egbert Weiß (* 25. Januar 1931 in Berlin; † 29. Januar 2022 ebenda) war ein deutscher Jurist. Über 21 Jahre war er Richter am Kammergericht. Öffentlich bekannt wurde er durch seine Beteiligung an Strafverfahren mit politischem Hintergrund. Seit Jahrzehnten arbeitete er auch als Studentenhistoriker, vor allem über Studentenverbindungen.

## Schule und Studium
Weiß war Schüler der Hermann-Löns-Oberschule in Berlin-Neukölln. Im Zweiten Weltkrieg, in dem sein mit dem Ritterkreuz dekorierter Vater Herbert Weiß 1945 als Major der Reserve fiel, kam er in Internate der Kinderlandverschickung in Westpreußen (1941), in der Slowakei (1942), in Oberkrain/Slowenien (1943–1944) und Kärnten (1944–1946). In der Nachkriegszeit ging er bis zum Abitur 1949 auf die spätere Albert-Schweitzer-Schule (Berlin-Neukölln). Danach arbeitete er ein Jahr lang im Jugendnoteinsatz und im Tiefbau. Zugleich betrieb er ein Abendstudium an der Deutschen Hochschule für Politik.
Im Wintersemester 1950/51 begann Weiß Rechtswissenschaft an der Friedrich-Alexander-Universität Erlangen zu studieren. Im November 1950 wurde er Fuchs im Corps Lusatia Leipzig, das in Erlangen die Nachfolge des Corps Misnia IV angetreten hatte. Nach drei Aktivensemestern wechselte er an die Freie Universität Berlin. Im Sommersemester 1952 wurde er noch im Corps Marchia Berlin aktiv, um ihm beim Neuaufbau zu helfen. Als das Corps Lusatia im April 1958 von Erlangen nach Berlin verlegte, wirkte er erneut als Aktiver mit. Die beiden juristischen Staatsexamen bestand er 1954 und 1958.

## Berliner Justizdienst
Am 1. April 1959 trat er als Gerichtsassessor in den Justizdienst des Landes Berlin (West). Er war überwiegend in Strafsachen eingesetzt; ein Jahr war er bei der Staatsanwaltschaft. Am 1. November 1962 wurde er Landgerichtsrat am Landgericht Berlin.

### NS-Prozess
Als Mitglied des Schwurgerichts war er beteiligt an dem politisch umstrittenen Freispruch von Hans-Joachim Rehse, dem früheren Kammergerichtsrat und Beisitzer am Volksgerichtshof. Unter Berufung auf die Rechtsprechung des Bundesgerichtshofs sprach das Schwurgericht am 6. Dezember 1968 Rehse, der 1943 und 1944 an Todesurteilen des Volksgerichtshofs wegen „Feindbegünstigung“ und „Wehrkraftzersetzung“ mitgewirkt hatte, von dem Vorwurf des Mordes und versuchten Mordes in den angeklagten sieben Fällen frei. Als Berichterstatter verfasste Weiß die schriftlichen Urteilsgründe.

### Terroristenprozesse
Anschließend zum Untersuchungsrichter I beim Landgericht bestellt, führte er 1970/71 unter anderem die Voruntersuchung gegen Ulrike Meinhof und weitere Mitglieder der Rote Armee Fraktion wegen versuchten Mordes im Zusammenhang mit der Befreiung des Gefangenen Andreas Baader. Am 1. Mai 1972 zum Kammergerichtsrat ernannt, war er in mehreren Strafsenaten des Kammergerichts überwiegend in Revisionssachen tätig. Als Richter des 1. Strafsenats wirkte er in erstinstanzlichen Staatsschutzsachen mit. Sie betrafen in den Terroristenprozessen insbesondere Mitglieder der Rote Armee Fraktion und der Bewegung 2. Juni sowie Agenten des Ministeriums für Staatssicherheit der DDR.
Die Serie der Verfahren gegen Mitglieder krimineller und terroristischer Vereinigungen vor dem Kammergericht begann 1972/73 mit der Strafsache gegen Horst Mahler wegen schweren Raubes, an der Weiß als Berichterstatter mitwirkte. In der Strafsache gegen Ralf Reinders, Till Meyer und andere Mitglieder der Bewegung 2. Juni wegen Entführung des CDU-Landesvorsitzenden Peter Lorenz und Ermordung des Kammergerichtspräsidenten Günter von Drenkmann 1978/80 war er als stellvertretender Senatsvorsitzender für die Entscheidungen über den Vollzug der Untersuchungshaft, vor allem für die Postkontrolle zuständig.
Zwei Beschlüsse, mit denen Weiß die Aushändigung von Postsendungen an den inhaftierten Mitangeklagten Fritz Teufel untersagt hatte, gelangten an die Öffentlichkeit. Fritz Teufel hat ihm dafür in der Spaßguerilla ein „Denkmal“ gesetzt. Im Märchen von Ali und Fatima ist Weiß als böser Wesir „Egbert Dreckpferd, auch Schreckschwert“ verewigt. Er sorgt für Sicherheit und Ordnung, flüstert dem kranken König schlimme Sachen ein und wird zur Strafe von den Mächtigen des Schicksals „ans Jammergericht in Berlin verschlagen, wo er sich mit den Angeklagten rumärgern muß bis zum Herzinfarkt“.

### Gedenktafel am ehemaligen Reichskriegsgericht 1989
Aufsehen erregte die von Weiß ausgelöste „Gedenktafel-Episode“: Am 8. Juni 1989 begrüßten Demonstranten in West-Berlin einen in Hamburg verurteilten Totalverweigerer als „50.000. Kriegsdienstflüchtling“, protestierten gegen die Bundeswehr und riefen zu Aktionen gegen Berliner Betriebe auf, die für die Rüstungsindustrie arbeiteten. Sie versammelten sich vor dem Gebäude des Kammergerichts und des 5. Strafsenats des Bundesgerichtshofs in der Witzlebenstraße, in dem bis 1943 das Reichskriegsgericht residiert hatte. Begleitet von Ansprachen der Vizepräsidentin des Abgeordnetenhauses von Berlin, Hilde Schramm, und der Bezirksbürgermeisterin von Charlottenburg enthüllten sie eine vom Büro für ungewöhnliche Maßnahmen gefertigte Gedenktafel, deren Aufschrift die dort einst vom Reichskriegsgericht verurteilten Kriegsdienstverweigerer und Widerstandskämpfer würdigte. Die provisorische Gedenktafel, die später durch eine metallene ersetzt werden sollte, stellten sie ohne Genehmigung des Hausherrn auf einem Mauervorsprung neben dem Eingang des Gerichts ab. Weiß sah darin einen Missbrauch des Dienstgebäudes für nicht zu billigende politische Zwecke, entfernte am nächsten Tag die zurückgelassene Pressspanplatte, ließ sie durch einen in der Nähe beschäftigten Bauarbeiter zerkleinern und steckte die Teile in einen Müllcontainer. Zeitungsberichte darüber veranlassten die Justizsenatorin Jutta Limbach, gegen Weiß das förmliche Disziplinarverfahren einzuleiten; sie blieb aber in beiden Instanzen erfolglos. Die Politische Abteilung der Staatsanwaltschaft bei dem Landgericht leitete gegen Weiß ein Ermittlungsverfahren wegen Sachbeschädigung ein, das sie aber mit der Begründung einstellte, der Beschuldigte habe von der „Herrenlosigkeit“ der zurückgelassenen Holztafel ausgehen können. Auch nach der Beschwerde des Büros für ungewöhnliche Maßnahmen, das sich auf sein Eigentum an der Tafel berief, blieb die Staatsanwaltschaft bei ihrer Entscheidung.

### Landesverratsverfahren
Für die Tochter des Journalisten Carl von Ossietzky, den das Reichsgericht in der Weimarer Republik 1931 wegen Verrats militärischer Geheimnisse zu einem Jahr und sechs Monaten
Gefängnis verurteilt hatte, reichte der Rechtsanwalt Heinrich Hannover bei dem Kammergericht einen Antrag auf Wiederaufnahme jenes Verfahrens ein. Als Berichterstatter wirkte Weiß an dem Beschluss des 1. Strafsenats vom 11. Juli 1991 mit, der den Wiederaufnahmeantrag als unzulässig
verwarf.

## Ruhestand
1993 trat Weiß in den Ruhestand. Er starb kurz nach seinem 91. Geburtstag im Berliner Sankt-Gertrauden-Krankenhaus.

## Ehren- und Nebenämter
1961–1993 war Weiß in Berlins Freiwilliger Polizei-Reserve, seit 1968 als Hundertschaftsführer. 1975–1977 gehörte er dem Ehrengerichtshof für Rechtsanwälte Berlin an.

## Studentenhistoriker
Weiß engagierte sich über Jahrzehnte in der Studentengeschichte. Seine Publikationen befassen sich vor allem mit den Leipziger und Berliner Studentenverbindungen. Schwerpunkte sind die Mensur, das Duell und die Leipziger Universitätsgeschichte. Er hat die Rolle von Corpsstudenten bei der Fluchthilfe der Gruppe Fuchs in West-Berlin aufgearbeitet.

### Einst und Jetzt
- Lusatia kontra NSDStB. Die Auseinandersetzung mit dem NS-Studentenbund Leipzig 1934, Bd. 17 (1972), S. 145–153.
- mit Max Küstner: Das Duell zu Connewitz 1828 vor dem Universitätsgericht Leipzig. Auszüge aus den Universitätsakten. Bd. 18 (1973), S. 98–101.
- Der allgemeine Studentenausschuß Leipzig 1911 – Corpsstudentische Hochschulpolitik vor dem 1. Weltkrieg. Bd. 19 (1974), S. 104–110.
- Corps Misnia IV
  - Teil 1: Die Constitution der Kameradschaft Markgraf von Meißen. Ein Beitrag zur Geschichte des Corps Misnia IV zu Leipzig. Bd. 19 (1974), S. 122–140.
  - Teil 2: Leipziger Mensuren im 2. Weltkrieg. Fortsetzung der Geschichte des Corps Misnia IV Leipzig [1942–1944]. Bd. 20 (1975), S. 60–77.
  - Teil 3: Leipziger Corpsleben im 2. Weltkrieg. Fortsetzung der Geschichte des Corps Misnia IV [1944/45]. Bd. 21 (1976), S. 137–152.
- Burschenschaftliche Ideen im Corps. Ein Beitrag zum 160. Jahrestag des Wartburgfestes. Bd. 22 (1977), S. 89–98.
- Der Bart des Pfarrers [Wilhelm] Henniger. Ein Corpsstudent in der badischen Revolution 1849. Bd. 26 (1981), S. 83–87.
- Kollektivtyrannis der Orden? Bd. 27 (1982), S. 259–261.
- Der Leipziger SC und die „Lolamannen“. Bd. 27 (1982), S. 261–263.
- Lausitzer im Befreiungskrieg 1813/15. Bd. 29 (1984), S. 11–16.
- Aus der Geschichte des Corporationsrings Berlin
  - Teil 1: Die Zeit der Verfolgungen [1948–1956]. Bd. 31 (1986), S. 81–101. – Nachtrag in Bd. 32 (1987), S. 283.
  - Teil 2: Die Blütezeit bis zur Universitätskrise [1957–1967]. Bd. 32 (1987), S. 59–86. GoogleBooks
  - Teil 3: Der C[orporations-]R[ing] in der Studentenrevolte [1967/68]. Bd. 33 (1988), S. 153–181.
  - Teil 4: Der CR während der Hochschulreform [1968–1974]. Bd. 35 (1990), S. 219–248.
- Chargierter der Lusatia Leipzig um 1825. Ein Beitrag zur studentischen Uniformkunde. Bd. 32 (1987), S. 187–189.
- Corpsstudenten im Vormärz – „Verfolgte“ und „Verfolger“. Bd. 33 (1988), S. 47–63 und Bd. 34 (1989), S. 264 f.
- Corpsstudenten in der Paulskirche. Sonderheft 1990. GoogleBooks
- Frankfurter und Berliner Märker 1811. Bd. 37 (1992), S. 186–187.
- Berliner Unitistenloge? Eine falsche Spur. Bd. 37 (1992), S. 188–191.
- Corpsstudenten im Reichstag des Norddeutschen Bundes. Ein Beitrag zum 130jährigen Jubiläum. Bd. 42 (1997), S. 9–40.
- Eine Klarstellung zum Leipziger Bierstaat. Bd. 45 (2000), S. 19–21.
- Carl Hoerder-Credé als Leipziger Westfale. Bd. 46 (2001), S. 347 f.
- Wann wurde der SC zu Erlangen rekonstituiert? Bd. 48 (2003), S. 347.
- Die Pistolenduelle der Leipziger Lausitzer im 19. Jahrhundert. Bd. 50 (2005), S. 161–189.
- Das Leipziger Universitätsjubiläum 1809. Ein zeitgenössischer Bericht. Bd. 54 (2009), S. 17–51.
- Mensuren mit Waffenwechsel in Leipzig und Jena. Bd. 54 (2009), S. 71–83.
- Ein Leipziger Karzerbild als „Weltschrifterbe“. Bd. 55 (2010), S. 447–450.
- Der Berliner SC-Pauk-Comment als Motor des waffenstudentischen Neubeginns in Mitteldeutschland. Bd. 56 (2011), S. 349–368.
- Corpsstudenten im Leipziger Karzer. Täter und Zeugen vor dem Universitätsgericht 1862–1879. Bd. 61 (2016), S. 251–272.

### Deutsche Corpszeitung
- Das hochschulpolitische Mandat der Kösener Corps. 3/1969, S. 148–150.
- Corpsstudentische Öffentlichkeitsarbeit – warum, wie und durch wen?. 1/1971, S. 17–20 und 2/1971, S. 115.
- Grundsätze der Flugblattwerbung. 1/1974, S. 18–24 und 1/1978, S. 3–8.
- Aufgaben der Zeitung eines Corps, 4/1977. S. 126–129.
- Deutsche Antwort eines sächsischen Wenden. Zum 160. Geburtstag des Lausitzer Wendenführers Immisch. 1/1980, S. 15 und 2/1981, S. 92.
- Keine Angst vor Walter Bloem! 2/1993, S. 19 f.
- Auf den Spuren Karl Mays. Der blaurote Methusalem. Der Corpsstudent 4/1995, S. 214; auch abgedruckt in den KMG-Nachrichten der Karl-May-Gesellschaft Nr. 110, Dezember 1996, S. 18–20.

Siehe auch: Deutsche Corpszeitung

### Der Convent
- Zur Praxis corpsstudentischer Aktionen. Jg.19 (1968), S. 279–283.
- Das Wiedererstehen des Berliner SC nach dem Zweiten Weltkrieg. Jg. 25 (1974), S. 44–46.
- Auf verlorenem Posten – ein Corpsstudent als Präsident der DDR-Länderkammer (Reinhold Lobedanz). Jg. 26 (1975), S. 17–19.
- Eduard von Siebold als Corpsstudent. Jg. 27 (1976), S. 141.
- Korporationsstudentischer Neubeginn 1946 in Erlangen. Jg. 28 (1977), S. 39–41.

### Sonstiges
- Corpsstudenten in der Paulskirche, in: Studenten-Kurier 2/1998, S. 7–11.
- Corpsstudenten auf dem Wege zur deutschen Einheit – von der Paulskirche zum ersten Reichstag, in: Rolf-Joachim Baum (Hg.): Wir wollen Männer, wir wollen Taten! Deutsche Corpsstudenten von 1848 bis heute (Festschrift zum 150jährigen Bestehen des KSCV). Siedler, Berlin 1998, S. 84–110.
- Richard Wagners missglückte Contrahagen, in: Studenten-Kurier 1/2007, S. 3–4.
- Leipziger Studentenduelle im 19.Jahrhundert – ein Streifzug durch die Annalen der Lusatia, in: Sich stellen – und bestehen! Festschrift für Klaus Gerstein, hg. von Sebastian Sigler, 2. durchgesehene Auflage unter dem Titel: Die Vorträge der 70. Studentenhistorikertagung Berlin 2010. Beiträge zur deutschen Studentengeschichte, Essen 2012, ISBN 978-3-939413-30-1, S. 157–171.
- Aktiv in der Monarchie. Leipziger Corpsstudenten 1807–1918. Lebensläufe der Leipziger Lausitzer. Festschrift zum 210. Stiftungsfest des Corps Lusatia, Leipzig 2017, lektoriert von Hans Lipp und Helmut Weiß. Verlagsdruckerei Schmidt, Neustadt an der Aisch 2017. ISBN 978-3-96049-017-3.
- Aktiv in Leipzig, Erlangen und Berlin. Geschichte der Studentenverbindung Corps Lusatia von 1933 bis 1990. Berlin und Leipzig 2021. ISBN 978-3-96049-092-0.

### Vorträge
- Arbeitskreis der Studentenhistoriker, Berlin 1987, 2010
- Oberlausitzer Hochschule Zittau/Görlitz, Zittau 1999, Görlitz 2006
- Gesetzlose Gesellschaft zu Berlin, 2002
- Verein für corpsstudentische Geschichtsforschung, Rudelsburg 1995, 2009

## Ehrungen
- Ehrenmitglied des Corps Lusatia Leipzig (1977)
- Bundesverdienstkreuz am Bande (1987)